# Jean-Paul Mugel
Jean-Paul Mugel est un ingénieur du son français. 

## Filmographie partielle
- 1978 : Embraye bidasse, ça fume de Max Pécas
- 1979 : On est venu là pour s'éclater de Max Pécas
- 1979 : Et la tendresse ? Bordel ! de Patrick Schulmann
- 1980 : C'est encore loin l'Amérique ? de Roger Coggio
- 1981 : Francisca, de Manoel de Oliveira
- 1981 : Lourdes l'hiver de Marie-Claude Treilhou
- 1982 : Loin de Manhattan de Jean-Claude Biette
- 1983 : La Fonte de Barlaeus de Pierre-Henri Salfati (court métrage)
- 1984 : Tricheurs de Barbet Schroeder
- 1984 : Ave Maria de Jacques Richard
- 1984 : Paris, Texas de Wim Wenders
- 1985 : Aspern d'Eduardo de Gregorio
- 1985 : Sans toit ni loi d'Agnès Varda
- 1987 : Miss Mona de Mehdi Charef
- 1989 : Tolérance de Pierre-Henri Salfati
- 1989 : La Femme de Rose Hill d'Alain Tanner
- 1991 : Talons aiguilles de Pedro Almodóvar
- 1992 : L'Absence de Peter Handke
- 1994 : Farinelli de Gérard Corbiau
- 1996 : Les Voleurs d'André Téchiné
- 1997 : Voyage au début du monde (Viagem ao Princípio do Mundo), de Manoel de Oliveira
- 1998 : Alice et Martin d'André Téchiné
- 2001 : Le Pacte des loups, de Christophe Gans
- 2002 : La Vie nouvelle de Philippe Grandrieux
- 2003 : Les Égarés de André Téchiné
- 2003 : Mariées mais pas trop de Catherine Corsini
- 2007 : Le Scaphandre et le Papillon, de Julian Schnabel
- 2007 : Les Témoins d'André Téchiné
- 2008 : Inju, la bête dans l'ombre de Barbet Schroeder
- 2009 : Le Dernier Vol de Karim Dridi
- 2009 : White Material de Claire Denis
- 2010 :  Crime d'amour d'Alain Corneau
- 2011 : L'Invention des jours heureux de Sandrine Dumas (court métrage)
- 2015 : The Cut de Fatih Akin
- 2015 : Amnesia de Barbet Schroeder
- 2016 : Elle de Paul Verhoeven
- 2017 : The Party de Sally Potter
- 2022 : Un couple de Frederick Wiseman
- 2023 : Les Secrets de la princesse de Cadignan d'Arielle Dombasle
- 2023 : Menus-Plaisirs - Les Troisgros de Frederick Wiseman

## Récompenses
- 1995 : César du meilleur son (avec Dominique Hennequin) pour Farinelli